# Mauricio Pastrana
Mauricio Pastrana est un boxeur colombien né le 20 janvier 1973 à Arboletes.

## Carrière
Passé professionnel en 1991, il devient champion du monde des poids mi-mouches IBF le 18 janvier 1997 en battant aux points Michael Carbajal. Pastrana conserve son titre face à Manuel Jesus Herrera et Anis Roga puis il est destitué par l’IBF avant son combat contre Carlos Murillo le 29 août 1998 car il n’est pas parvenu à respecter la limite de poids autorisée lors de la pesée officielle. Il perd également quatre autres championnats du monde contre Felix Machado en poids super-mouches ; à deux reprises contre Rafael Marquez en poids coqs et contre Celestino Caballero, toujours en poids coqs, en 2007. Il met un terme à sa carrière de boxeur en 2012 après une série de 7 défaites.

## Référence
1. ↑  (en) 1997-01-18 : Mauricio Pastrana 106½ lbs beat Michael Carbajal 108 lbs by SD in round 12 of 12 (boxrec.com)